# Creative Labs MuVo

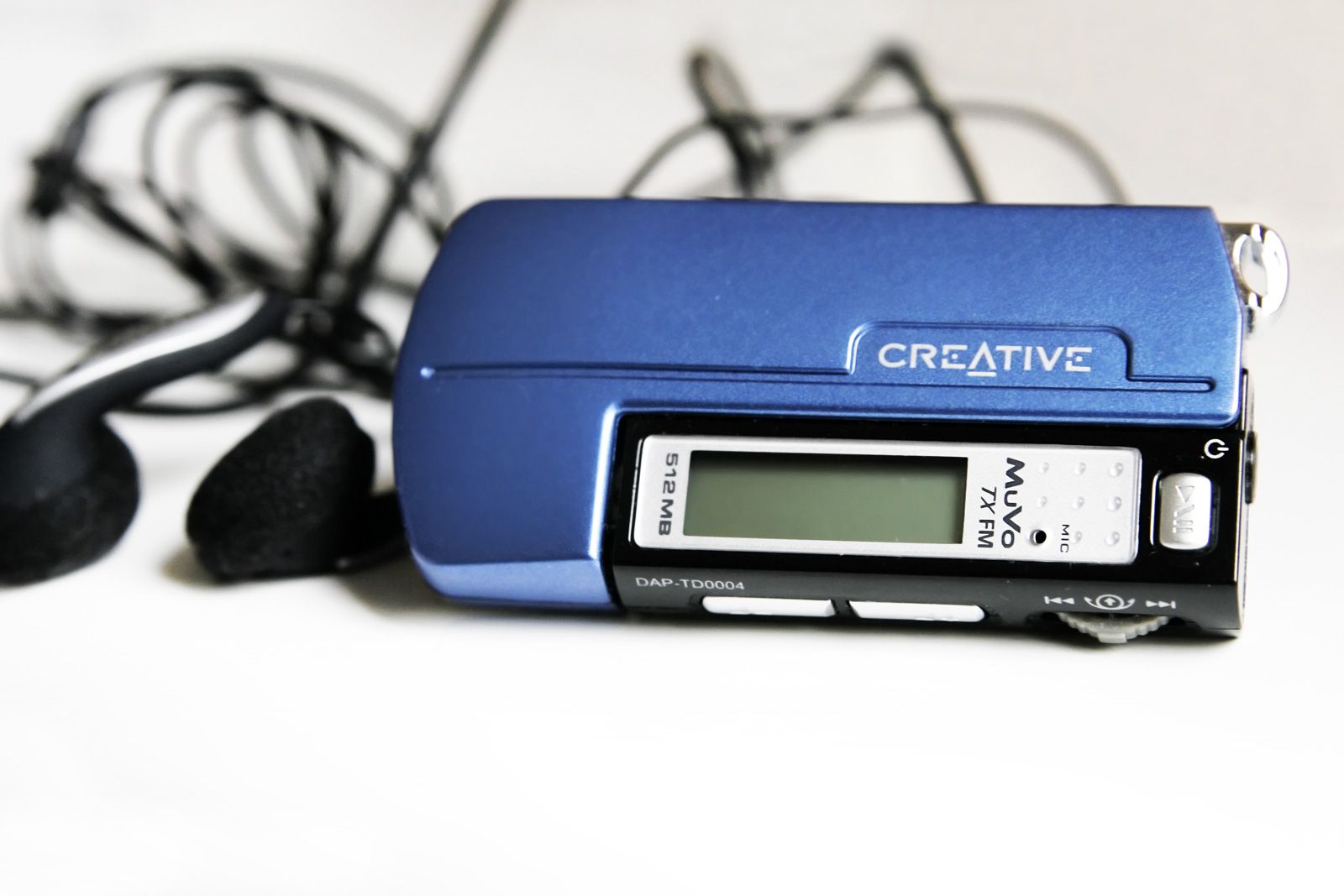
Creative MuVo TX FM 512mb.

MuVo es una serie de reproductores de audio digital en formato MP3 fabricado por Creative Technology, lanzada en 2002.
La característica distintiva de la gama, que comienza con el Muvo original y se lleva a los modelos más nuevos, es que los reproductores se dividen en dos partes diferentes. La parte más pequeña funciona como el reproductor de audio, que contiene todos los controles, entradas y salidas, micrófono interno y un enchufe USB-A macho. La parte más grande tiene un conector USB-A femenino y contiene una pila AAA que alimenta de energía al reproductor. La sección de la unidad reproductor/flash es un dispositivo de almacenamiento USB, por lo tanto, no requiere controladores en la mayoría de los sistemas operativos. Los archivos de datos, así como los archivos de audio, se pueden almacenar en la memoria flash, por lo tanto, el reproductor también se puede usar como una unidad flash USB. Sin embargo, reproductores como Muvo², Muvo² FM, Muvo² XT, Muvo Slim y Muvo Vidz son una excepción. El MUVO N200 parece un reproductor Muvo típico, pero las dos partes están forman una sola pieza y no se pueden separar. Muchos modelos, pero no todos, incluyen también un micrófono interno, lo que permite que el dispositivo se use como una grabadora de audio de baja calidad. La mayoría de los modelos utilizan una memoria Flash, para almacenar información, pero los modelos MuVo² y MuVo² FM utilizan una unidad de disco duro.
La línea MuVo fue descontinuada en 2009.

## Modelos
MuVo NX
- Capacidad: 128 MB (128 MiB) / 256 MB
- Alimentación: 1 Pila AAA
- Interfaz: USB 1.1

MuVo USB 2.0
- Capacidad: 512 MB / 1 GB (1 GiB)
- Alimentación: 1 Pila AAA
- Interfaz: USB 2.0

MuVo TX
- Capacidad: 128 MB, 256 MB, 512 MB
- Alimentación: 1 Pila AAA
- Interfaz: USB 2.0
- Notas: Grabador de voz.

MuVo TX FM
- Capacidad: 128 MB, 256 MB, 512 MB, 1 GB
- Alimentación: 1 Pila AAA
- Interfaz: USB 2.0
- Notas: Grabador de voz, Radio FM

MuVo V200
- Capacidad: 128 MB, 256 MB, 512 MB, 1 GB
- Alimentación: 1 Pila AAA
- Interfaz: USB 2.0
- Notas: Radio FM, grabador de voz.

MuVo Sport C100
- Capacidad: 128 MB, 256 MB
- Alimentación: 1 Pila AAA
- Interfaz: USB 2.0
- Notas: Resistente a los golpes.

MuVo Slim
- Capacidad: 128 MB, 256 MB, 512 MB, 1 GB
- Alimentación: Batería de lítio reemplazable.
- Interfaz: USB 2.0
- Notas: Radio FM, Grabador de voz

MuVo²
- Capacidad: 1.5 GB, 4 GB
- Alimentación: Batería de lítio reemplazable.
- Interfaz: USB 2.0

MuVo² FM
- Capacidad: 1.5 GB, 4 GB, 5 GB
- Alimentación: Batería de lítio reemplazable.
- Interfaz: USB 2.0
- Notas: Radio FM,  Grabador de voz.

MuVo Mix
- Capacidad: 256 MB, 512 MB, 1 GB
- Alimentación: 1 Pila AAA
- Interfaz: USB 2.0
- Notas: Reproducción aleatoria de canciones.

MuVo Micro N200/ZEN Nano/Nano Plus
- Capacidad: 128 MB, 256 MB, 512 MB, 1 GB
- Alimentación: 1 Pila AAA
- Interfaz: USB 2.0
- Notas: Radio FM, Grabador de voz, codificación directa.

MuVo Chameleon
- Capacidad: 1 GB
- Alimentación: 1 Pila AAA
- Interfaz: USB 2.0
- Notas: 10 Carátulas intercambiables, Radio FM, Grabador de voz.

MuVo Vidz
- Capacidad: 512 MB, 1 GB
- Alimentación: Batería de lítio.
- Interfaz: USB 2.0
- Notas: Pantalla OLED, Radio FM, Grabador de voz, codificación directa, reproductor de vídeo MPEG-4, visualizador de fotos jpg.

MuVo V100
- Capacidad:  1 GB, 2 GB
- Alimentación: 1 Pila AAA
- Interfaz: USB 2.0 (Full Speed)
- Notas: Grabador de voz, visualización de letras de canciones.

MuVo S200
- Capacidad: 256 MB, 512 MB, 1 GB
- Alimentación: 1 Pila AAA
- Interfaz: USB 2.0
- Notas: Pantalla PLED naranja, Radio FM, Grabador de voz, visualización de letras de canciones.